# Super Soccer
Super Soccer (Super Formation Soccer en Japón) es un videojuego de fútbol desarrollado por Human Entertainment para la Super NES. Human publicó el juego sin ayuda en Japón para ser llevado por Nintendo al otro lado del mar, es decir a Estados Unidos y de ahí a Europa. Fue puesto a la venta en Japón en 1991 y en los Estados Unidos en mayo del 1992. El juego contiene los modos de exhibición y torneo. En exhibición, el jugador puede enfrentarse a un amigo o a la computadora, y existe dentro la opción para jugar a penaltis. En el modo torneo, debes jugar contra todos los otros equipos. Una vez que vences a último país, el jugador debe jugar la final contra el equipo Nintendo. Cuando el torneo ha sido ganado, El jugador recibe un código para jugar el juego en un modo más avanzado.
El único campeonato mundial del juego se disputó en Isla Rafaela (México), resultando vencedor un español bajo el seudónimo de "Maf".
Luego apareció la versión de Super Soccer 2, en donde el sistema es similar, pero aparecen nuevas técnicas de dominio como la levantada de balón en el mismo sitio. En esta versión, al final debes enfrentarte al equipo Human que tiene a jugadores superdotados, incluso el 9 de ese equipo dispara una bola con fuego en algún momento.
La tercera versión se llamó "Super Formation Soccer 94" y en él aparecen 23 equipos clasificados al mundial de Estados Unidos 1994, más Japón, usando el puesto de Corea del Sur. El sistema del torneo cambia, se juega como el Mundial exactamente, ya sea con los mismos grupos o escogidos al azar. En esta versión, el campo de juego crece en tamaño, los jugadores adelgazan un poco en comparación a la versión inicial, y antes de empezar el partido, hay la posibilidad de escoger los colores con los que se va a jugar, entre los dos oficiales que usaron los equipos ese año. El tiempo aparece ahora contado desde el minuto 0 al 45 y ya no mostrado como el tiempo real (5 minutos por ejemplo). En este juego hay un truco para sacar seis equipos más como Inglaterra, Uruguay, Corea del Sur, Gales y Francia; y otro truco para poder jugar con los equipos Human y Masters.
Una cuarta versión de 1996 para Super Nintendo, fue dedicada a clubes del mundo.

## Equipos de la primera versión
La primera versión del videojuego contó con la presencia de 16 selecciones nacionales.

### Alemania
Equipación
- Camiseta blanca.
- Pantalones negros con una raya blanca en ambos lados.
- Medias blancas.

|

### Argentina
Equipación
- Camiseta a rayas blancas y azules celestes
- Pantalones negros
- Medias blancas

|

### Italia
Equipación
- Camiseta azul oscura.
- Pantalones blancos con una raya azul en ambos lados.
- Medias azules oscuras.

|

### Brasil
Equipación
- Camiseta amarilla.
- Pantalones azules oscuros con una raya amarilla en ambos lados.
- Medias blancas.

|

### Holanda
Equipación
- Camiseta naranja.
- Pantalones blancos con una raya naranja en ambos lados.
- Medias blancas.

|

### Inglaterra
Equipación
- Camiseta lila.
- Pantalones azules oscuros con una raya lila en ambos lados.
- Medias blancas.

|

### Camerún
Equipación
- Camiseta verde oscura.
- Pantalones marrones con una raya verde oscura en ambos lados.
- Medias ocre.

|

### Rumanía
Equipación
- Camiseta amarilla con rayas azules claras
- Pantalones azules con una raya azul clara en ambos lados.
- Medias rojas.

|

### Rep. de Irlanda
Equipación
- Camiseta verde
- Pantalones blancos con una raya verde en ambos lados.
- Medias verdes.

|

### Francia
Equipación
- Camiseta azul
- Pantalones blancos con una raya azul en ambos lados.
- Medias rojas.

|

### Estados Unidos
Equipación
- Camiseta azul oscuro con rayas rosas
- Pantalones azules oscuros con una raya rosa en ambos lados.
- Medias azules oscuras.

|

### Japón
Equipación
- Camiseta blanca
- Pantalones rojos con una raya blanca en ambos lados.
- Medias blancas.

|

### Colombia
Equipación
- Camiseta roja
- Pantalones azules oscuros con una raya roja en ambos lados.
- Medias ocres.

|

### Yugoslavia
Equipación
- Camiseta verde con rayas negras
- Pantalones negros.
- Medias verde.

|

### Uruguay
Equipación
- Camiseta azul
- Pantalones negros con una raya azul en ambos lados.
- Medias negras.

|

### Bélgica
Equipación
- Camiseta magenta con rayas lilas
- Pantalones rojos con una raya lila en ambos lados.
- Medias rojas.

|

## Trucos
- Para jugar con el Equipo Nintendo en modo VS con el 2 jugador, pulsa START y B simultáneamente.

- El portero de Colombia, Loco,(basado en René Higuita) es "inmune a los codazos", los esquiva siempre.